# Loncornis erectus
Loncornis erectus — викопний вид журавлеподібних птахів, що може належати до родини арамових (Aramidae). Птах існував в олігоцені. Скам'янілі рештки знайдені у відкладеннях формування Deseado del Río в Аргентині.